# Romaji
Rōmaji (japanska: ローマ字 rōmaji?) är det japanska ordet för latinska (romerska) tecken. Utanför Japan har rōmaji dock kommit att innebära japanska skrivet med latinska bokstäver, som används exempelvis i läroböcker och parlörer.

## Användning
I Japan används rōmaji för:
- Vägskyltar. På de flesta vägskyltar i Japan, speciellt de vid större städer, skrivs ortnamnen med både kanji och romaji.
- Namn i identitetshandlingar, speciellt i pass eftersom de används utanför Japan.
- Mätenheter, exempelvis m (meter) och cm (centimeter).
- I både inhemska och utländska förkortningar och akronymer, speciellt för företag, till exempel NHK, NTT, NEC, men även för organisationer och personnamn.
- För stavning av utländska ord som av någon anledning inte lämpar sig för transkribering med katakana.
- Siffror. De arabiska siffrorna betraktas även som rōmaji trots att de inte är romerska siffror.
- Vissa produktnamn och artistnamn. Ofta används då enbart versaler.

## Varianter
Det finns olika system för att utföra denna transkribering, där de vanligaste systemen är Hepburn-systemet (ヘボン式), kunrei-shiki (訓令式) samt nihon-shiki (日本式) (en variant av kunrei-shiki). Hepburn-systemet är mer intuitivt för icke-japaner, eftersom det närmare följer engelskt uttal, medan de båda övriga är mer intuitiva för japaner, eftersom de närmare följer kana-strukturen. Berget Fuji (Hepburn-transkribering) skrivs exempelvis Huzi med kunrei-shiki, jūjutsu skrivs zyûzyutu och sushi skrivs susi.

## Källhänvisningar
1. ↑  "'japanska". NE.se. Läst 23 oktober 2012.